# Acústico ao Vivo (álbum de Bruno & Marrone)
Acústico ao Vivo é o primeiro álbum ao vivo e o primeiro álbum de vídeo da dupla sertaneja Bruno & Marrone, lançado pela Abril Music em 21 de junho de 2001.
O álbum, gravado em 30 e 31 de maio de 2001, em formato acústico, na Acrópole, em Uberlândia, Minas Gerais, traz sucessos antigos como "Por Um Minuto" e "Vida Vazia" e as inéditas "Amor de Carnaval" e "Um Bom Perdedor". O álbum bateu recordes de vendas, com mais de 1.800.000 cópias vendidas em 2001, garantindo à dupla seu primeiro disco de diamante.
Com esse álbum, a dupla conquistou o Grammy Latino de Melhor Álbum de Música Sertaneja, e a música "Dormi na Praça" foi uma das mais tocadas daquele ano, se tornando um dos maiores clássicos da música sertaneja.

## Lista de faixas
| CD             |                                                                                        | |         |  |
| N.º            | Título                                                                                 | Compositor(es)                                                                                     | Duração |  |
| 1.             | "Feriado Nacional"                                                                     | Nildomar Dantas / Ivan Medeiros                                                                    | 2:50    |  |
| 2.             | "Dormi na Praça"                                                                       | Elias Muniz / Fátima Leão                                                                          | 2:40    |  |
| 3.             | "Amor de Carnaval"                                                                     | Bruno / Felipe                                                                                     | 3:04    |  |
| 4.             | "Meu Jeito de Sentir (Mi Forma de Sentir)"                                             | Javier Martin Del Campo M. (versãoː César Augusto)                                                 | 4:18    |  |
| 5.             | "Seu Amor Ainda é Tudo"                                                                | Moacyr Franco                                                                                      | 3:38    |  |
| 6.             | "Um Bom Perdedor (Un Buen Perdedor)"                                                   | Franco de Vita (versãoːCláudio Rabello)                                                            | 3:43    |  |
| 7.             | "Vida Vazia"                                                                           | Bruno / Felipe                                                                                     | 3:48    |  |
| 8.             | "Programa de Fim de Semana"                                                            | Nildomar Dantas / Ivan Medeiros                                                                    | 3:14    |  |
| 9.             | "Pot-Pourri de Boleros: Tenho Ciúme de Tudo / A Dama de Vermelho / Brigas"             | Waldir Machado; Ado Benatti / Jeca Mineiro; Jair Amorim / Evaldo Gouveia                           | 5:05    |  |
| 10.            | "Por Um Minuto (Por Un Minuto)"                                                        | Alessio Lorenzi / Giampaolo Santandrea / Josep Capdevila Querol (versãoː Cláudio Rabello)          | 4:46    |  |
| 11.            | "A Solidão é Uma Ressaca"                                                              | Bruno / Rafael Dias                                                                                | 3:54    |  |
| 12.            | "Nova Flor (Os Homens Não Devem Chorar)"                                               | Mario Zan / Palmeira / Roberto Carlos / Erasmo Carlos / Pepe Ávila                                 | 3:48    |  |
| 13.            | "Só Pro Meu Prazer"                                                                    | Leoni / Fabiana Kherlakian                                                                         | 3:58    |  |
| 14.            | "Pot-Pourri de Guarânias: Boate Azul / Sublime Renúncia / Meu Primeiro Amor (Lejanía)" | Seviero / Tomaz; Pery / Prado Júnior; Hermínio Gimenez (versãoː José Fortuna / Pinheirinho Júnior) | 5:46    |  |
| Duração total: | Duração total:                                                                         | Duração total:                                                                                     | 54:31   |  |

| DVD            |                                                               | |         |  |
| N.º            | Título                                                        | Compositor(es)                                                                                     | Duração |  |
| 1.             | "Abertura"                                                    | Marcos Abreu                                                                                       |         |  |
| 2.             | "Feriado Nacional"                                            | Nildomar Dantas / Ivan Medeiros                                                                    |         |  |
| 3.             | "Agarrada em Mim"                                             | César Augusto / Piska                                                                              |         |  |
| 4.             | "Um Bom Perdedor"                                             | Franco De Vita (versãoː Cláudio Rabello)                                                           |         |  |
| 5.             | "Dormi na Praça"                                              | Elias Muniz / Fátima Leão                                                                          |         |  |
| 6.             | "Seu Amor Ainda é Tudo"                                       | Moacyr Franco                                                                                      |         |  |
| 7.             | "Amor de Carnaval"                                            | Bruno / Felipe                                                                                     |         |  |
| 8.             | "Tenho Ciúme de Tudo / A Dama de Vermelho / Brigas"           | Waldir Machado; Ado Benatti / Jeca Mineiro; Jair Amorim / Evaldo Gouveia                           |         |  |
| 9.             | "Como Eu Te Amo"                                              | Bruno / Priscila Barucci                                                                           |         |  |
| 10.            | "Vida Vazia"                                                  | Bruno / Felipe                                                                                     |         |  |
| 11.            | "Programa de Fim de Semana"                                   | Nildomar Dantas / Ivan Medeiros                                                                    |         |  |
| 12.            | "Bijuteria"                                                   | Carlos Colla / Chico Roque                                                                         |         |  |
| 13.            | "Sem Você Não Tem Jeito"                                      | Bruno / Felipe                                                                                     |         |  |
| 14.            | "Boate Azul / Sublime Renúncia / Meu Primeiro Amor (Lejanía)" | Siviero / Tomaz; Pery / Prado Júnior; Hermínio Gimenez (versãoː José Fortuna / Pinheirinho Júnior) |         |  |
| 15.            | "A Solidão é Uma Ressaca"                                     | Bruno / Rafael Dias                                                                                |         |  |
| 16.            | "Nova Flor (Os Homens Não Devem Chorar)"                      | Mario Zan / Palmeira / Roberto Carlos / Erasmo Carlos / Pepe Ávila                                 |         |  |
| 17.            | "Meu Jeito de Sentir (Mi Forma de Sentir)"                    | Javier Martin Del Campo M. (versãoː César Augusto)                                                 |         |  |
| 18.            | "Só Pro Meu Prazer"                                           | Leoni / Fabiana Kherlakian                                                                         |         |  |
| 19.            | "Por Um Minuto (Por Un Minuto)"                               | Alessio Lorenzi / Giampaolo Santandrea / Josep Capdevila Querol (versãoː Cláudio Rabello)          |         |  |
| 20.            | "Rindo à Toa / Olha o Trem Querendo / Tchau Amor"             | Tato; Bruno / Nildomar Dantas; Peão Carreiro / Praense / Ado Benatti                               |         |  |
| Duração total: | Duração total:                                                | Duração total:                                                                                     | 1:14:31 |  |

## Créditos do álbum
Músicos:
- Bruno: Violão e Voz
- Marrone: Violão, Acordeon e Voz
- Marcos Abreu: Violão
- Giuliano Ferraz: Baixo
- Tiago Rosback: Bateria
- Junior Couteiro: Percussão

## Certificações
| Brasil (ABPD)                             | Diamante (CD) | 2001 | 1.000.000* (CD) |
| Brasil (ABPD)                             | Platina (DVD) | 2001 | 50.000* (DVD)   |
| *número de vendas baseado na certificação |               |      |                 |